# Nepalhornvogel

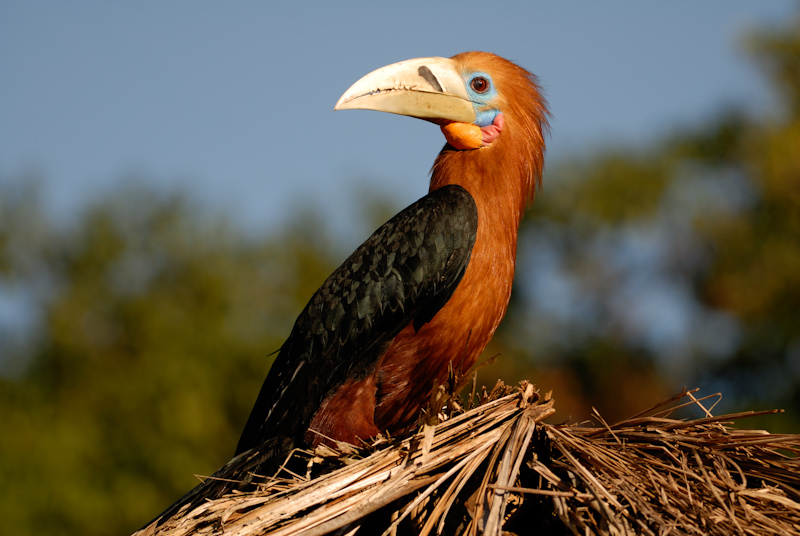
Ein noch nicht geschlechtsreifer Jungvogel im Namdapha-Nationalpark, Arunachal Pradesh

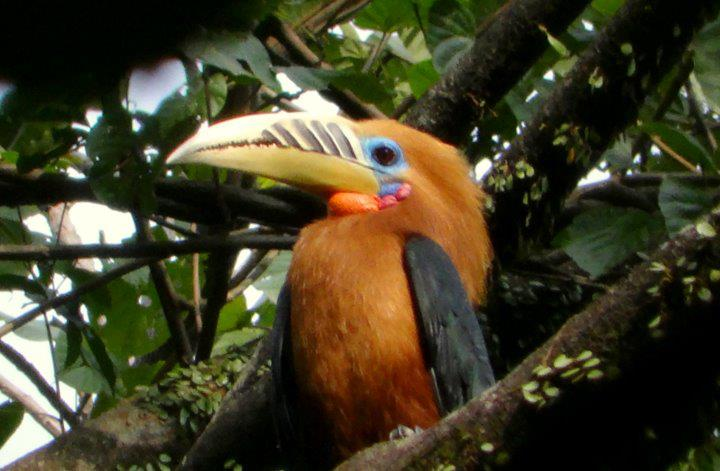
Nepalhornvogel, Porträtaufnahme

Der Nepalhornvogel (Aceros nipalensis) ist eine Vogelart aus der Familie der Nashornvögel, die in Südostasien vorkommt.
Die Bestandssituation des Nepalhornvogels wurde 2016 in der Roten Liste gefährdeter Arten der IUCN als „Vulnerable (VU)“ = „gefährdet“ eingestuft.

## Erscheinungsbild
Der Nepalhornvogel ist ein großer Nashornvogel mit einer Körperlänge zwischen 90 und 100 Zentimeter. Auf den Schwanz entfallen beim Männchen durchschnittlich 41,9 Zentimeter, der Schwanz des Weibchens ist mit 39,4 Zentimeter etwas kleiner. Der Schnabel ist beim Männchen durchschnittlich 22,2 Zentimeter lang, der des Weibchens ist mit durchschnittlich 18,5 Zentimeter etwas kürzer. Der Geschlechtsdimorphismus bei dieser Art ist so ausgeprägt, dass die Geschlechter auch bei Feldbeobachtungen unterschieden werden können.

### Erscheinungsbild des Männchens
Der Kopf, Hals und die Körperunterseite sind rotbraun. Die Federn im Nacken sind etwas verlängert. Brust und Bauch sind geringfügig dunkler als die übrige Körperunterseite. Die Schwingen und der Rücken sind schwarz mit einem metallisch grünen Schimmer. Die fünf äußeren Handschwingen haben weiße Spitze. Der Schwanz ist in der oberen Hälfte schwarz, die untere Hälfte dagegen weiß. Die Steuerfedern sind leicht gestuft, so dass der Schwanz insgesamt gerundet wirkt.
Der Schnabel und das Schnabelhorn, das sich über die Hälfte des Schnabels erstreckt, sind gelb. Auf der unteren Schnabelhälfte befinden sich bis zu acht schwarze Streifen. Die unbefiederte Haut um das Auge ist blassblau. Der sehr große nackte Kehlfleck ist überwiegend leuchtend rot. Direkt an der Schnabelbasis ist er jedoch dunkel violettblau. Die Augen sind orange, die Beine und Füße sind schwarz.

### Merkmale des Weibchens und der Jungvögel
Die adulten Weibchen haben ein Körpergefieder, das dem der Männchen weitgehend gleicht. Kopf, Hals und Körperunterseite ist jedoch schwarz und nicht rotbraun. Der violettblaue Teil des Kehlsacks ist etwas größer. Die Augen sind tiefrot. Das Weibchen ist außerdem geringfügig kleiner.
Bei den Jungvögeln zeigen beide Geschlechter zunächst ein Körpergefieder, das dem Männchen gleicht. Das Schnabelhorn ist noch nicht entwickelt, der Schnabel kleiner und noch ohne Streifen. Die Augen sind grünlich weiß. Noch nicht geschlechtsreife Weibchen mausern etwa in einem Lebensalter von einem Jahr in das schwarze Hals- und Kopfgefieder.

## Verbreitungsgebiet und Lebensraum
Der Nepalhornvogel kam historisch in Nepal von den Vorgebirgen des Himalayas bis nach Katmandu vor. In Indien ist er von Assam bis in die Mitte von Arunachal Pradesh, Cachar und Manipur verbreitet. Er kommt außerdem im Süden von Bhutan, im Osten von Myanmar, im Norden und Westen von Thailand, im chinesischen Yunnan, im Norden von Laos und Vietnam vor. In vielen Regionen seines einstigen Lebensraumes ist er jedoch mittlerweile ausgestorben. So kommt er nicht mehr in Nepal vor und ist im Norden Thailands selten und im Nordwesten vermutlich ausgestorben. In China und Vietnam ist er sehr selten.

## Lebensweise
Der Nepalhornvogel lebt gewöhnlich paarweise oder in kleinen Trupps von drei bis vier Individuen. Sehr selten kommen auch Trupps von sieben bis acht Individuen vor. Der Nepalhornvogel ist ein Baumbewohner, der nur sehr selten auf den Boden kommt, um dort herabgefallene Früchte zu fressen. Er frisst überwiegend Früchte.
Der Nepalhornvogel ist wie alle Nashornvögel ein Höhlenbrüter. Er nutzt natürliche Baumhöhlen, die sich etwa zehn bis dreißig Meter über dem Erdboden befinden. Das Weibchen mauert den Zugang zur Bruthöhle mit einer Mischung aus eigenen Exkrementen und Fruchtbrei zu. Vermutlich verarbeitet sie auch Lehm, dass das Männchen herbeiträgt. Bruthöhlen werden häufig in mehreren aufeinanderfolgenden Jahren genutzt.
Der Fortpflanzungszyklus dauert etwa 130 Tage. In Indien fällt der Beginn der Brutzeit in die Monate Februar bis April. Die Eiablage erfolgt etwa zu dem Zeitpunkt, zu dem der Regen einsetzt. Das Gelege umfasst ein bis zwei Eier. Anders als bei vielen anderen Nashornvögeln verlässt das Weibchen die Bruthöhle erst dann, wenn die Jungvögel flügge sind. Sie verbringt deshalb mehr als drei Monate in der Bruthöhle.

## Nepalhornvogel und Mensch

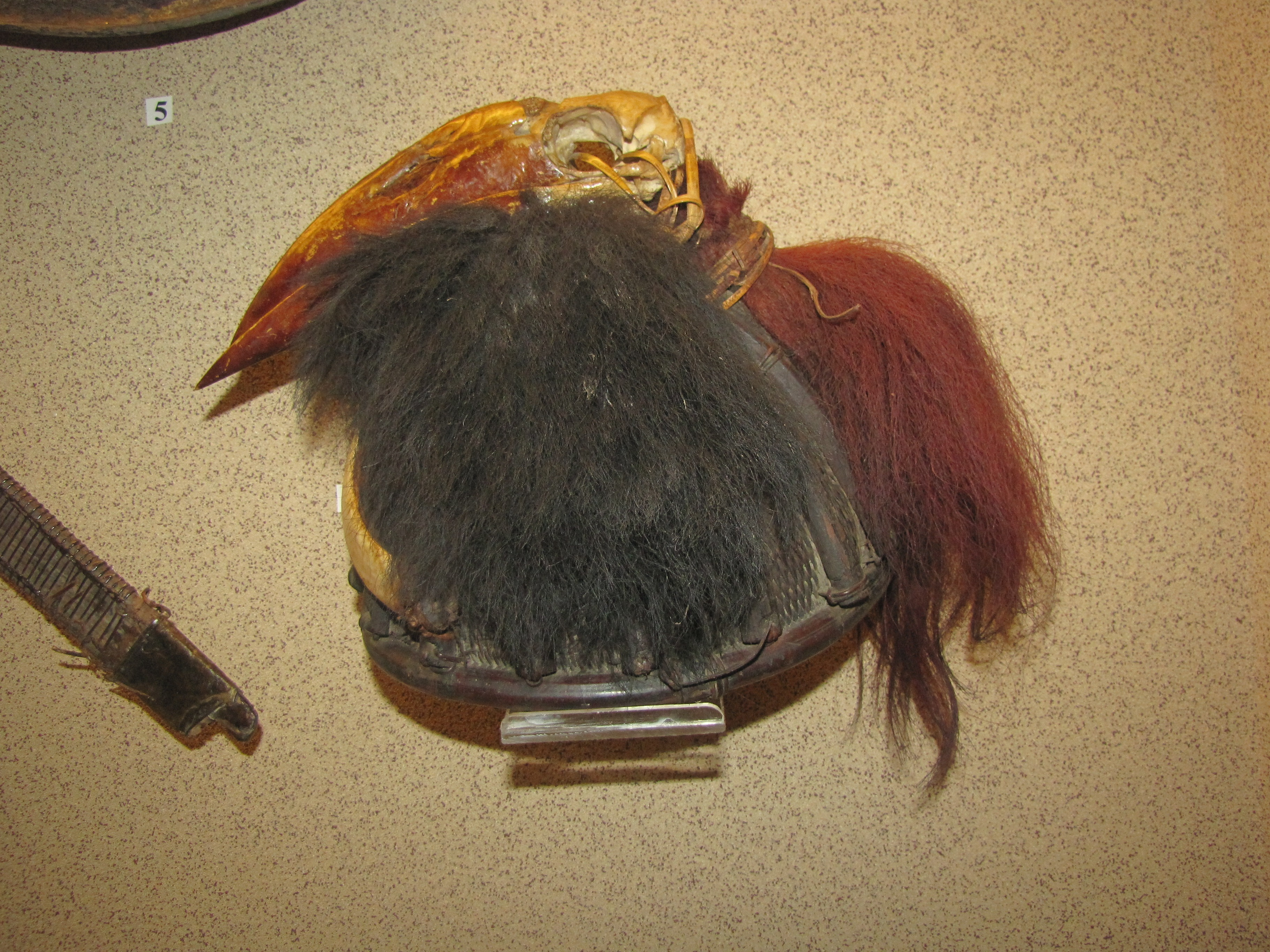
Traditioneller Hut eines indigenen Volksstammes in Indien, bei dem ein Schädel eines (vermutlichen) Nepalhornvogels verarbeitet wurde

Der Nepalhornvorgel wird in verschiedenen Teilen seines Verbreitungsgebietes bejagt. So trägt die Jagd in Vietnam beispielsweise dazu bei, dass der Vogel mittlerweile so selten geworden ist. Es gibt bei Indigenen Völkern Indiens traditionelle Trachten, bei denen Schädel des Nepalhornvogels verarbeitet werden. Andere indigenen Völker entnehmen Jungvögel aus den Bruthöhlen, um sie als Haustiere zu halten.

## Einzelbelege
1. ↑  Hodgson, B.H.: On a new species of Buceros. In: Asiatic Researches. 18. Jahrgang, 1833, S. 178–186 (biodiversitylibrary.org).
2. 1 2  
Aceros nipalensis in der Roten Liste gefährdeter Arten der IUCN 2017. Eingestellt von: BirdLife International, 2016. Abgerufen am 3. Oktober 2017.
3. ↑  Kemp: The Hornbills - Bucerotiformes. S. 213.
4. 1 2  Kemp: The Hornbills - Bucerotiformes. S. 214.
5. 1 2  Kemp: The Hornbills - Bucerotiformes. S. 215.